# Swaziland i olympiska sommarspelen 1972
Swaziland deltog med två deltagare vid de olympiska sommarspelen 1972 i München. Ingen av landets deltagare erövrade någon medalj.